# مارتن سولفيج
مارتن بيكانديت  يعرف أكثر بإسمه المستعار مارتن سولفيج، هو منسق موسيقى ومغني و كاتب أغاني ومنتج موسيقي فرنسي ولد في 22 سبتمبر1976. صنف حسب مجلة تصنيف الدي جي في العالم سنة 2012 في المركز 29. تعاون مع عديد المغنين المعروفين في إنشاء بعض الأغاني مثل مادونا و كيل.

## روابط خارجية
- مارتن سولفيج على موقع IMDb (الإنجليزية)
- مارتن سولفيج على موقع ميوزك برينز (الإنجليزية)
- مارتن سولفيج على موقع إن إن دي بي (الإنجليزية)
- مارتن سولفيج على موقع أول ميوزيك (الإنجليزية)
- مارتن سولفيج على موقع ديسكوغز (الإنجليزية)
- مارتن سولفيج على موقع قاعدة بيانات الفيلم (الإنجليزية)